# ЦНТИ
ЦНТИ (центр научно-технической информации) — информационная служба в области науки и техники.

## История
Сеть ЦНТИ создавалась в СССР как единая общегосударственная система в 1950—1970-е годы. Всего в системе научно-технической информации в 1980-х в СССР было занято около 166 тыс. человек. Центры НТИ имелись во всех областных, краевых, республиканских центрах страны. ЦНТИ являлись в СССР одним из наиболее важных и оперативных каналов получения актуальной мировой научно-технической информации. Прежде всего, это реферативный журнал ВИНИТИ, система научно-технических библиотек, патентный поиск и информационные семинары.

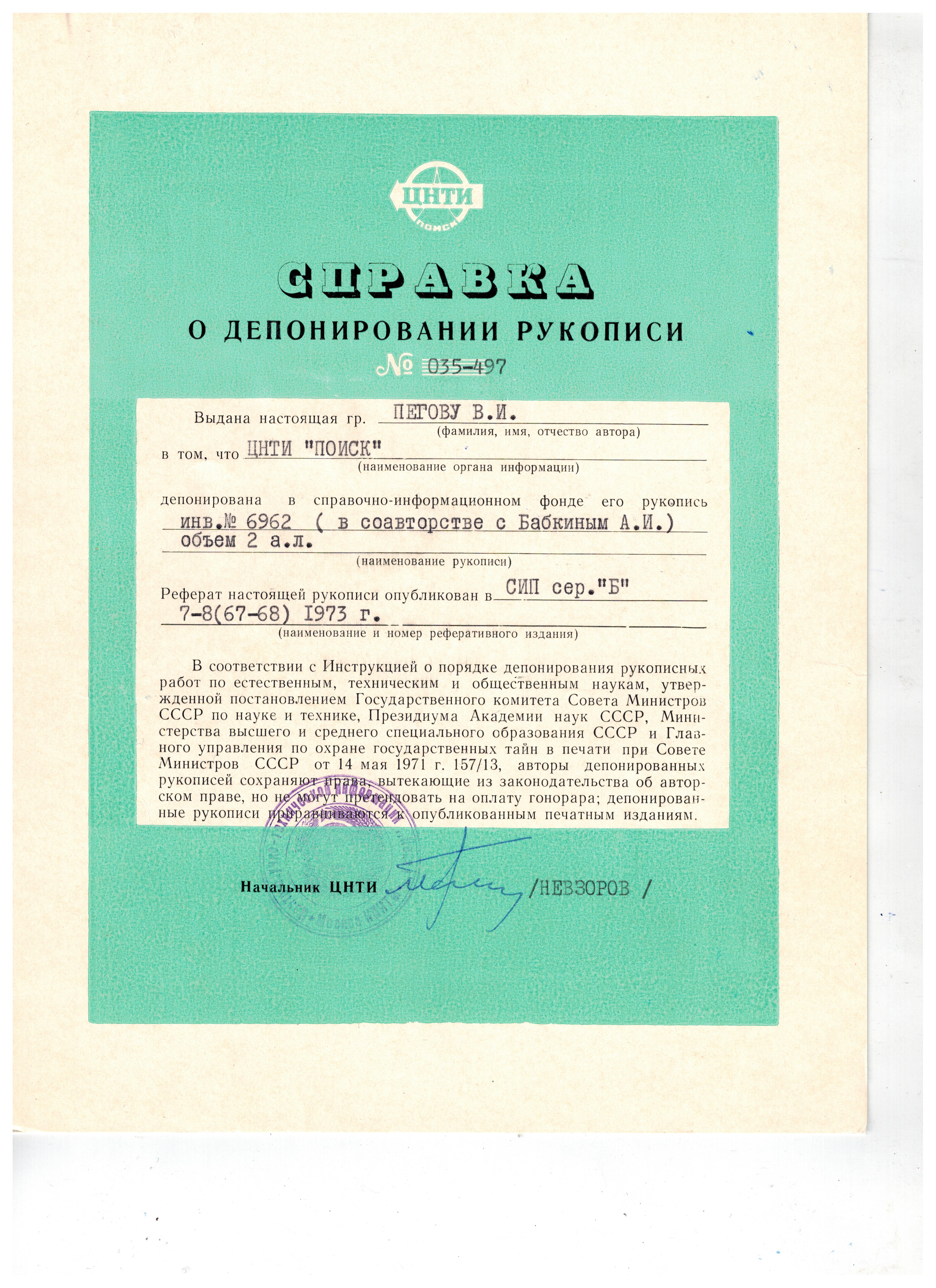
Справка о депонировании рукописи. ЦНТИ, 1973

Сегодня ЦНТИ расположены в около 70 городах России и входят в состав региональной информационной сети ФГБУ «Российское энергетическое агентство» Минэнерго России.

## Основные направления деятельности
- Формирование региональных фондов научно-технической литературы и документации, банков данных, нормативно-технической, правовой и коммерческой информации, как составной части государственных информационных ресурсов;
- информационное обеспечение хозяйствующих субъектов и отдельных специалистов, с использованием автоматизированных систем поиска, обработки и передачи информации;
- сбор и обработка сведений о научно-технических достижениях, инновационных проектах и решениях, производственном и управленческом опыте, производителях новой продукции и услуг, товарах народного потребления;
- проведение аналитических, конъюнктурных, маркетинговых и других исследований, связанных с экономическими возможностями предприятий и оценке их положения на рынке;
- создание, размещение и демонстрация рекламы с помощью издательско-полиграфического оборудования, аудио- и видеотехники и средств выставочного показа;
- оказание патентно-информационных услуг и услуг по защите интеллектуальной собственности;
- выполнение редакторско-издательских, полиграфических и копировально-множительных работ;
- проведение научно-технических семинаров, конференций, совещаний, курсов повышения квалификации, других форм обмена и изучения производственно-технического, экономического и управленческого опыта;
- осуществление в установленном порядке сотрудничества с зарубежными информационными организациями и партнерами по обмену научно-технической и коммерческой информацией;
- проведение научно-технических, коммерческих выставок, оптово-закупочных ярмарок, выставок продаж, презентацией образцов новой техники, промышленной продукции, товаров потребительского спроса;
- прочее (например, региональный политический маркетинг).

## ЦНТИ на территории России
- Алтайский
- Амурский
- Архангельский
- Астраханский
- Белгородский
- Брянский
- Брянский
- Владимирский
- Волгоградский
- Вологодский
- Воронежский
- Дагестанский
- Ивановский
- Иркутский
- Калужский
- Камчатский
- Карельский
- Кемеровский
- Кировский
- Коми
- Курганский
- Курский
- Краснодарский
- Красноярский[2]
- Ленинградский областной
- Липецкий
- Мордовский
- Московский областной
- Мурманский[3]
- Новгородский
- Нижегородский
- Новосибирский
- Орловский (ликвидирован 01.05.2022)
- Пензенский[4]
- Пермский[5]
- Псковский
- Ростовский
- Рязанский[6]
- Санкт-Петербургский[7]
- Саратовский
- Смоленский
- Томский[8]
- Тульский
- Тюменский
- Ульяновский
- Центр научно-технической информации Информсвязь [9]
- Челябинский
- Читинский
- Ярославский[10]
- Якутский

## Нормативные акты
- Инструкция о порядке депонирования рукописных работ по естественным, техническим и общественным наукам. — М.: Б/и. 1971. (Утверждена постановлением Государственного комитета Совета Министров СССР по науке и технике, Президиума Академии наук СССР, Министерства высшего и среднего специального образования СССР и Главного управления по охране Государственных тайн в печати при Совете Министров СССР от 14 мая 1971 года, № 157/13)
- Инструкция о порядке депонирования рукописных работ по естественным, техническим и общественным наукам. — М.: Б/и. 1972.
- Инструкция о порядке депонирования рукописных работ по естественным, техническим и общественным наукам. — М.: Б/и. 1977. (С учётом изменений и дополнений, внесённых постановлением Государственного комитета Совета Министров СССР по науке и технике, Президиума Академии наук СССР, Министерства высшего и среднего специального образования СССР и Главного управления по охране Государственных тайн в печати при Совете Министров СССР от 1 августа 1977 года, № 354)
- Инструкция о порядке депонирования рукописных работ по естественным, техническим и общественным наукам. — М.: Б/и. 1978.